# Quinssaines
Quinssaines é uma comuna francesa na região administrativa de Auvérnia-Ródano-Alpes, no departamento Allier. Estende-se por uma área de 25,5 km². Em 2010 a comuna tinha 1 524 habitantes (densidade: 59,8 hab./km²).